# Владимировский сельский совет (Запорожский район)
Владимировский сельский совет (укр. Володимирівська сільська рада) — входит в состав
Запорожского района
Запорожской области
Украины.
Административный центр сельского совета находится в 
с. Владимировское.

## Населённые пункты совета
- с. Владимировское
- с. Днепрельстан